# Leucoraja wallacei
Leucoraja wallacei es una especie de pez de la familia de los Rajidae en el orden de los Rajiformes.

## Morfología
Los machos pueden llegar a alcanzar los 100 cm de longitud total

## Reproducción
Es ovíparo y las hembras ponen huevos envueltos en una cápsula córnea.

## Alimentación
Come pescados e invertebrados bentónicos.

## Hábitat
Es un pez de mar y de aguas profundas que vive entre 70–450 m de profundidad.

## Distribución geográfica
Se encuentra desde Lüderitz (Namibia) hasta el sur de Mozambique, incluyendo Sudáfrica.

## Observaciones
Es inofensivo para los humanos.